# Der Planet der Affen (Roman)
Der Planet der Affen (Originaltitel: La Planète des singes) ist ein französischer Roman, der von Pierre Boulle geschrieben wurde. Die Originalausgabe erschien 1963 in Paris bei Editions Julliard.

## Handlung
Phyllis und Jinn finden während einer interstellaren Reise einen Brief in einer Flasche. Es handelt sich um einen Bericht des Reporters Ulysse Mérou, der die Reise von ihm, Professor Antelle und dem jungen Wissenschaftler Arthur Levain schildert. Diese fliegen von der Erde mit nahezu Lichtgeschwindigkeit zur Beteigeuze, finden dort einen Planeten, der der Erde sehr ähnelt, und beschließen, ihn deswegen Soror (lateinisch für Schwester) zu nennen. Sie entscheiden sich, mit einem Beiboot auf diesem zu landen, um ihn zu erforschen.
Als sie die Gegend erkunden, finden sie Fußspuren. Anscheinend handelt es sich um die Fußstapfen einer Frau, auf die sie später treffen, als sie in einem Fluss baden. Diese kann seltsamerweise nicht reden und ist nackt. Mérou nennt sie Nova (lateinisch für Neu). Als er sie anlächelt, verschwindet sie. Am nächsten Tag wollen sie Nova erneut treffen und wiederholen daher das Bad. Diesmal erscheint eine ganze Gruppe nackter Menschen, inklusive Nova. Als sich Mérou und seine Kameraden wieder anziehen, flüchten einige der wilden Menschen, so als hätten sie Angst vor Bekleidung. Andere jedoch wollen sie angreifen, aber sie fürchten ihre Waffen.
Die Wilden zerfetzen all ihre Sachen, und auch das Beiboot wurde von ihnen zerstört. Früh am nächsten Morgen tauchen große Affen auf, die Kleidung tragen wie Menschen der Erde und sich auch so verhalten. Sie sind Menschenjäger und bringen viele der stummen Menschen um. Die Jäger sind Gorillas, Schimpansen dienen als Jagdhelfer.
Mérou wird gefangen genommen und in einen Käfig gesperrt. Die Gorillas machen Fotos mit den bei der Jagd getöteten Menschen, eine der Leichen erkennt Mérou als Levain. Von Professor Antelle, seinem anderen Begleiter, fehlt jede Spur. Anfangs nahm Mérou an, die Affen dienten einer menschenähnlichen Rasse, doch schnell wird ihm klar, dass die Affen die Herrscher dieser Welt sind. Sie besitzen Technik, die der der Erde aus dem Jahre 1960 gleicht. Die Menschen gelten ihnen als Tiere und werden auch so behandelt. Die Affen bringen Mérou in ein Forschungslaboratorium für Verhaltensstudien und stellen fest, dass er weitaus intelligenter als die anderen Menschen zu sein scheint.
Die Gorillas führen im Labor Tests mit den Menschen durch, die an Pawlows Tierversuche auf der Erde erinnern. Mérou tut alles, um seine Intelligenz zu beweisen. Seine Versuche, mit den Affen zu reden, scheitern an einer fehlenden gemeinsamen Sprache. Dennoch sind die Affen sehr erstaunt über sein Verhalten. Die Chefin der Versuchsstation ist eine Zoologin namens Zira. Sie und ihr Verlobter Cornélius sind Schimpansen und sehr interessiert an ihm. Zaius, ein angesehener Orang-Utan, ist der Leiter des Instituts und somit der Vorgesetzte von Zira. Er und seine Sekretärin kommen, um den fremdartigen Mérou zu sehen. Mérou versucht in den Intelligenztests zu beweisen, dass er kein Tier, sondern ein denkendes Wesen ist. Zaius sieht dies aber nur als antrainiertes Verhalten, so wie es bei Tieren auf der Erde beobachtet wird. Als die gefangenen Menschen paarweise zusammengebracht werden, ist Mérou glücklich, dabei mit Nova zusammenzukommen.
Mérou stiehlt Zira bei einem Besuch ihren Notizblock und Stift und zeichnet ein Bild von Nova. Zira ist beeindruckt und reicht ihm den Block erneut. Nun zeigt er Zira, dass er den Satz des Pythagoras kennt. Außerdem entwirft er eine Skizze von unserem Sonnensystem und erklärt ihr, dass er von der Erde kommt. Er lernt schließlich von ihr die Sprache der Affen und kann anhand von Büchern mehr über ihre Gesellschaft erfahren. Auch findet er seinen Kameraden Antelle in einem Zirkus wieder. Doch dieser hat die Fähigkeit zu sprechen und logisch zu denken verloren. Er verhält sich wie ein Mensch der Soror. 
Schließlich beweist Mérou während einer Wissenschaftskonferenz, auf der er als besonders gelehrig vorgeführt werden soll, durch eine Ansprache in der Sprache der Affen dem Publikum seine Intelligenz und wird berühmt. In der Ansprache enthüllt er seine Herkunft von der Erde und gibt sich selbst die Schuld daran, nicht gleich als intelligentes Wesen erkannt worden zu sein. Er will mit den Menschen der Erde in Kontakt treten, um mit den Affen auf Soror eine erfolgreiche Zusammenarbeit zu gewährleisten.
Cornélius, der Mérou auf die Konferenz vorbereitet hat, wird der neue Leiter des Instituts, nachdem Zaius, der Mérous Reden mit einem Papageien, der Wörter nachplappert, verglich, auf einen anderen Posten versetzt wird. Cornélius, der sich sehr für die Vergangenheit von Soror interessiert, findet in einer Ruinenstadt eine menschliche Puppe, die Kleidung trägt und sogar reden kann. Cornélius und Mérou erkennen, dass die Menschen von Soror einst Affen als Haustiere hielten, bis diese anfingen, das Verhalten der Menschen zu imitieren und Menschen wie Tiere zu behandeln.
Nova gebiert ein Kind von Mérou mit dem Namen Sirius, welches die normale Intelligenz eines Erdenmenschen zu haben scheint. Die Affen haben Angst, dass dieses Baby den Anfang einer neuen Menschenrasse repräsentiert, die erneut die Affen unterdrücken wird. Zira und Cornélius beschließen daher, Mérou, Nova und dem Baby zu helfen. Ihnen gelingt es, die drei als Versuchsmenschen in einen Satelliten zu bringen. Die vorgesehenen Versuchsmenschen werden als Mérou, Nova und Sirius ausgegeben, damit die Flucht nicht auffällt. Für die Affen sehen ohnehin alle Menschen gleich aus. Mit dem Satelliten docken sie an das zurückgelassene Raumschiff an und können zur Erde fliegen. Während der Reise lernen Sirius und auch seine Mutter Nova französisch.
Als sie – durch die Zeitdilatation 700 Jahre in der Zukunft – auf der Erde landen, sind sie schockiert: Aus dem Wagen, der zur Landestelle des zweiten Beibootes fährt, steigt ein uniformierter Gorilla. Scheinbar hat die Erde denselben Weg eingeschlagen wie Soror und wird nun ebenfalls von intelligenten Affen beherrscht. Nova flüchtet in das Beiboot. Offenbar haben die drei die Erde wieder verlassen und Mérou anschließend seinen Bericht verfasst, in dem seine Reise beschrieben wird. 
Am Ende des Romans stellt sich heraus, dass die beiden Reisenden, Phyllis und Jinn, den Bericht für einen kreativen Roman halten. Sie sind Schimpansen und glauben nicht, dass die Menschen früher intelligent, nachdenklich und in der Lage waren, eine Zivilisation und solch fortgeschrittene Technik zu entwickeln.

## Deutsche Buchveröffentlichung
- Pierre Boulle: Planet der Affen. Ungekürzte Ausgabe. Aus dem Französischen von Alexandra Baumrucker und Gerhard Baumrucker. Goldmann, München 1973, ISBN 3-442-23173-6.
- Pierre Boulle: Planet der Affen. Überarbeitete Neuausgabe. Aus dem Französischen von Merle Taeger. Wilhelm Heyne, München 2001, ISBN 3-453-19785-2.

## Verfilmungen
- Original-Filmreihe
  - 1968: Planet der Affen (Planet of the Apes)
  - 1970: Rückkehr zum Planet der Affen (Beneath the Planet of the Apes)
  - 1971: Flucht vom Planet der Affen (Escape from the Planet of the Apes)
  - 1972: Eroberung vom Planet der Affen (Conquest of the Planet of the Apes)
  - 1973: Die Schlacht um den Planet der Affen (Battle for the Planet of the Apes)

- Fernsehserien
  - 1974: Planet der Affen (Planet of the Apes, 14-teilige Fernsehserie)
    - 1974: Notlandung auf dem Planet der Affen (Back to the Planet of the Apes)

  - 1975: Return to the Planet of the Apes (13-teilige Zeichentrickserie)

- Dokumentarfilm
  - 1998: Hinter den Kulissen von Planet der Affen (Behind the Planet of the Apes)

- Einzelfilm
  - 2001: Planet der Affen (Planet of the Apes)

- Neue Filmreihe
  - 2011: Planet der Affen: Prevolution (Rise of the Planet of the Apes)
  - 2014: Planet der Affen: Revolution (Dawn of the Planet of the Apes)
  - 2017: Planet der Affen: Survival (War for the Planet of the Apes)
  - 2024: Planet der Affen: New Kingdom (Kingdom of the Planet of the Apes)

## Computerspiele
- Planet der Affen (2001)
- Planet of the Apes: Last Frontier (2018)